# Škoda 15Tr
Škoda 15Tr — тривісний зчленований тролейбус довжиною 17.8 м, вироблявся в чотиридверному виконанні. Його конструкція заснована на аналогічних вузлах кузова, шасі та електрообладнанні тролейбуса Škoda 14Tr і зібрана з подібних або перероблених деталей цього тролейбуса. Запасні деталі є взаємозамінними. 

## Історія
Впродовж 1958-1960 років на підприємстві Škoda розробляли проект 16-метрового зчленованого тролейбуси Škoda 10Tr на базі машини Škoda 9Tr. Хоча дана модель так і залишилася в кресленнях, власними силами транспортники Варшави побудували в чомусь схожий тролейбус, використавши два кузова Škoda 8Tr. На початку 1960-х років це був найдовший в світі тролейбус. Від переднього до заднього бампера довжина його кузова становила 19 515 мм. 
Не вийшло на «Шкоді» реалізувати й інший проект довгого тролейбуса. Škoda 12Tr копіював поїзд з двох машин Škoda 9Tr, які були створені в Києві і пізніше експлуатувалися в багатьох містах СРСР. Заводчани планували налагодити виробництво таких сплоток у себе, поширивши київський метод в інших країнах, проте ця ідея ніде крім СРСР не отримала розвитку.
І тільки лише, у 1981 року, було розроблено проект нового зчленованого тролейбуса. Прототипи тролейбуса були розроблені та побудовані на підприємстві Škoda в місті Остров (Чехословаччина) у кількості двох штук лише у 1983 році, щоправда їхня довжина була дещо коротшою, аніж у серійних екземплярах 1989—2004 років. Впродовж 1995—2004 років випускався модернізований варіант моделі Škoda 15Tr — тролейбус Škoda 15TrM.
Загалом, за весь період випуску, було виготовлено понад 500 одиниць модифікацій тролейбуса Škoda 15Tr.

## Опис

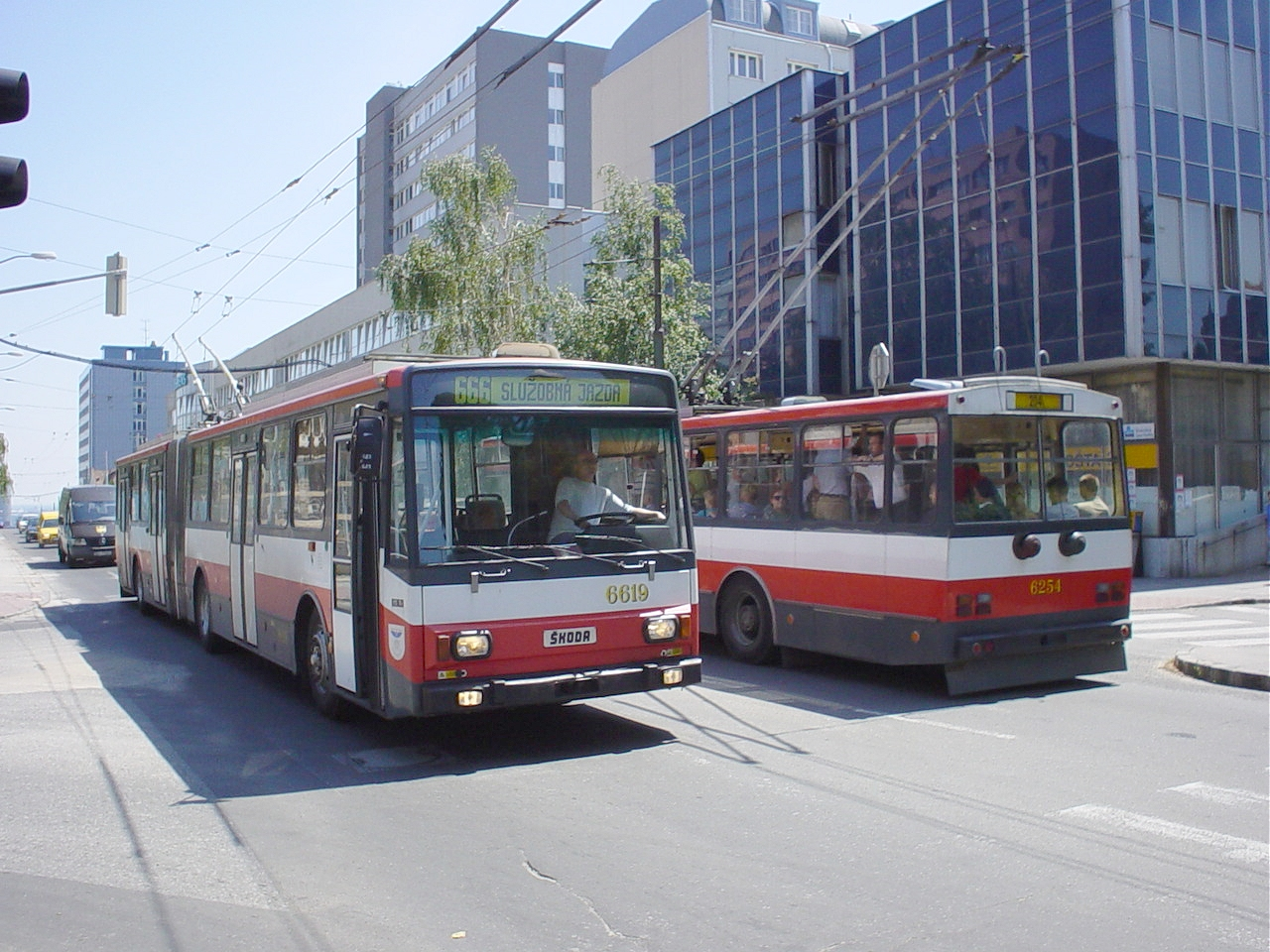
Škoda 15Tr у Братиславі

Тролейбус складається з двох секцій, кузови яких є несучими. До рам цих секцій кріпляться всі провідні агрегати й частина допоміжного обладнання та приладів. Зручності пасажирів забезпечуються спеціально сконструйованими сидіннями та пневматичною підвіскою. Фізичне навантаження на водія значною мірою знижується за рахунок застосування гідравлічного моноблокового управління. Тягові двигуни в комбінації з безступінчастим тиристорно-імпульсним електрокеруванням ходу тролейбуса забезпечують його плавне рушання з місця та постійне прискорення до моменту виходу роботи двигуна на робочу характеристику. Центральна та задня осі оснащені тим самим двигуном, який використовувався у Škoda 14Tr. Електродинамічні гальма та пневмогальма забезпечують плавність гальмування, що впливає на безпеку руху.
Внутрішня вентиляція забезпечується стельовими вентиляторами та за допомогою відкриття верхньої частини бічних вікон. З правої сторони є пневматичні двері планетарного типу; на передніх вхідних дверях можна побачити по два віконця, в той час як в усі інші вмонтовано по одному. Внутрішнє освітлення здійснюється люмінесцентними лампами або резервними аварійними лампами розжарення.

## Технічні параметри
Габарити:
- Довжина — 17360 мм
- Ширина — 2500 мм
- Висота — 3410 мм
- Висота підлоги — 750 мм

Привід тролейбуса: складається з двох однакових провідних вузлів, які в режимах їзди й гальмування працюють спільно з тиристорно-імпульсною регуляцією тягових двигунів.
Кожен такий ведучий вузол передає обертання одному мосту (середньому і задньому). У режимі гальмування якорі двигунів працюють на спалюванні частини електроенергії гальмівними реостатами. Обмотки збудження двигунів живляться через імпульсні перетворювачі від контактної мережі. Керуючий регулятор забезпечує автоматичне гасіння поля в двох ступенях. Тролейбус сконструйований для роботи постійної напруги 600 (750) В. з відхиленням +20 %: −33 %.
Тягові двигуни:
- Двигун — 8 AL 2943 rN, 9 AL 2943 rN
- Номінальна напруга — 600 (750) В.
- Потужність двигуна — 100 (120) кВт
- Кількість двигунів — 2
- Загальна потужність — 200 (240) кВт
- Номінальний струм одного двигуна — 182 А.
- Номінальна частота обертання одного двигуна — 1520 об/хв.
- Охолодження двигуна — власна вентиляція

Інші технічні параметри:
- Альтернатор — 28В 60А
- Акумуляторна батарея — 24В 120А*год. нікель-кадмієва.

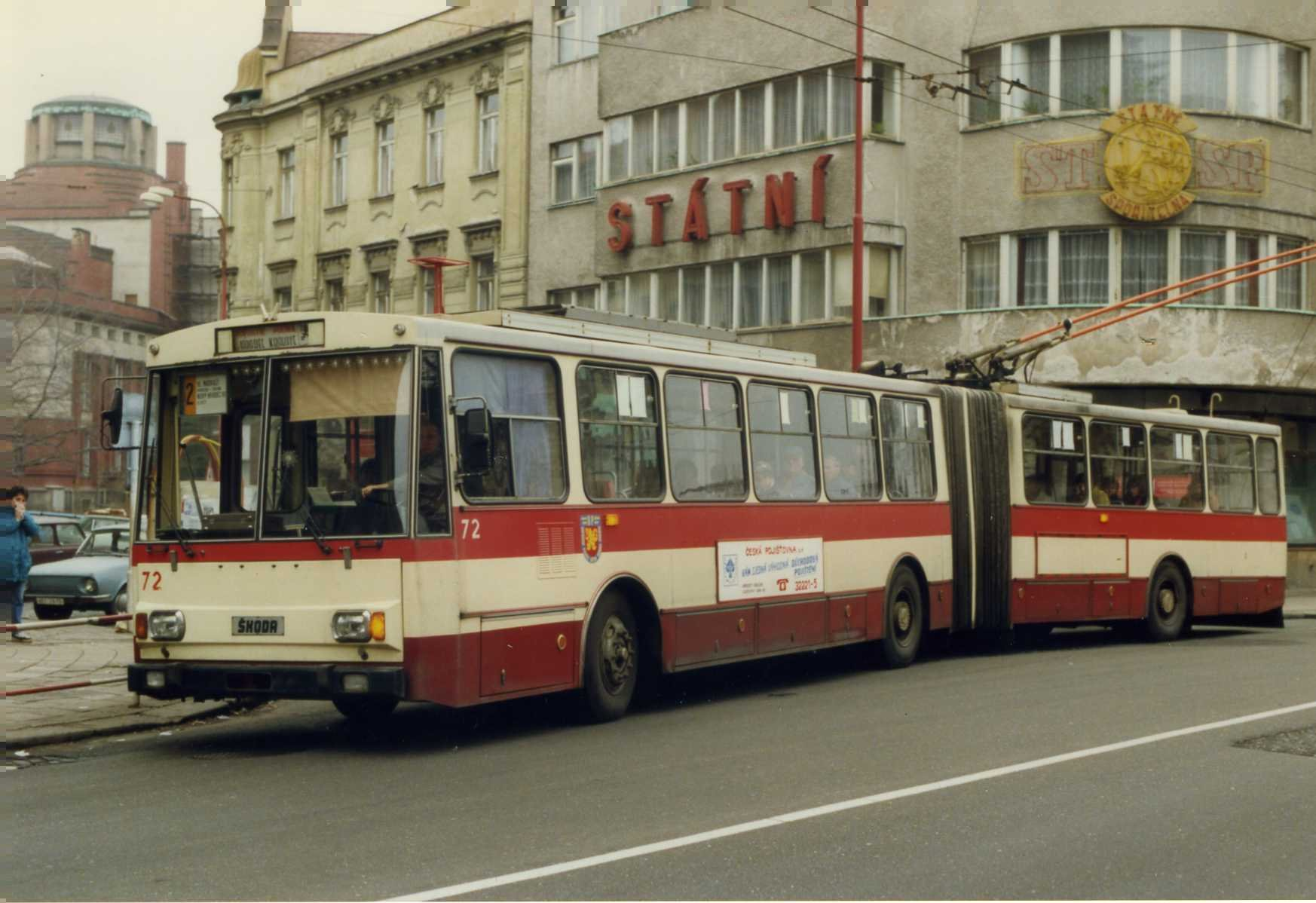
Škoda 15Tr02/6 у Градець-Кралове

Передній міст: жорсткий, зварний, з товстостінної трубки та штампувань. Для регулювання кута сходження коліс слугує сполучна тяга.
Ведучі мости (середній та задній): типу RÁBA 118.06, а в інших модифікаціях Škoda HN 2 та RÁBA 518.06, обидва мости жорсткі, кожен має по дві передачі.. Загальне передавальне співвідношення — 10.699. Колеса дискові, 10 покришок, розмір обода 7.5-20, розмір покришок 10.00 R 20 NR 17 ALL STEEL. Управління кермом гідравлічне моноблочне, тип «Technometra». Всі мости мають пневматичну підвіску та сильфони. Гасіння коливань забезпечується десятьма телескопічними амортизаторами.
Робочі гальма представлені в два етапи: 
- електродинамічні реостатні з рекуперацією, діють лише на середню та задню вісь, (відповідно з керуванням натисненої педалі електро-гальм);
- пневматичні, двухконтурні, діють механічно на усі колеса, стисненим повітрям (якщо швидкість 20км/год або нижче) для повної зупинки.

Стоянкове гальмо: пружинне.
Шарнірне з'єднання: здійснено за допомогою кульового шарніра, розташованого в шасі між передньою і задньою секціями тролейбуса, що не складно в обслуговуванні: з'єднувальна «гармошка» складається з двох частин і закриває вільний простір між обома секціями тролейбуса.
Обшивка: стіни й дах обшиті листовою сталлю, внутрішні поверхні сталевих листів покриті антивібраційним матеріалом. Нижні частини стін мають сталеві листи з антикорозійним покриттям.

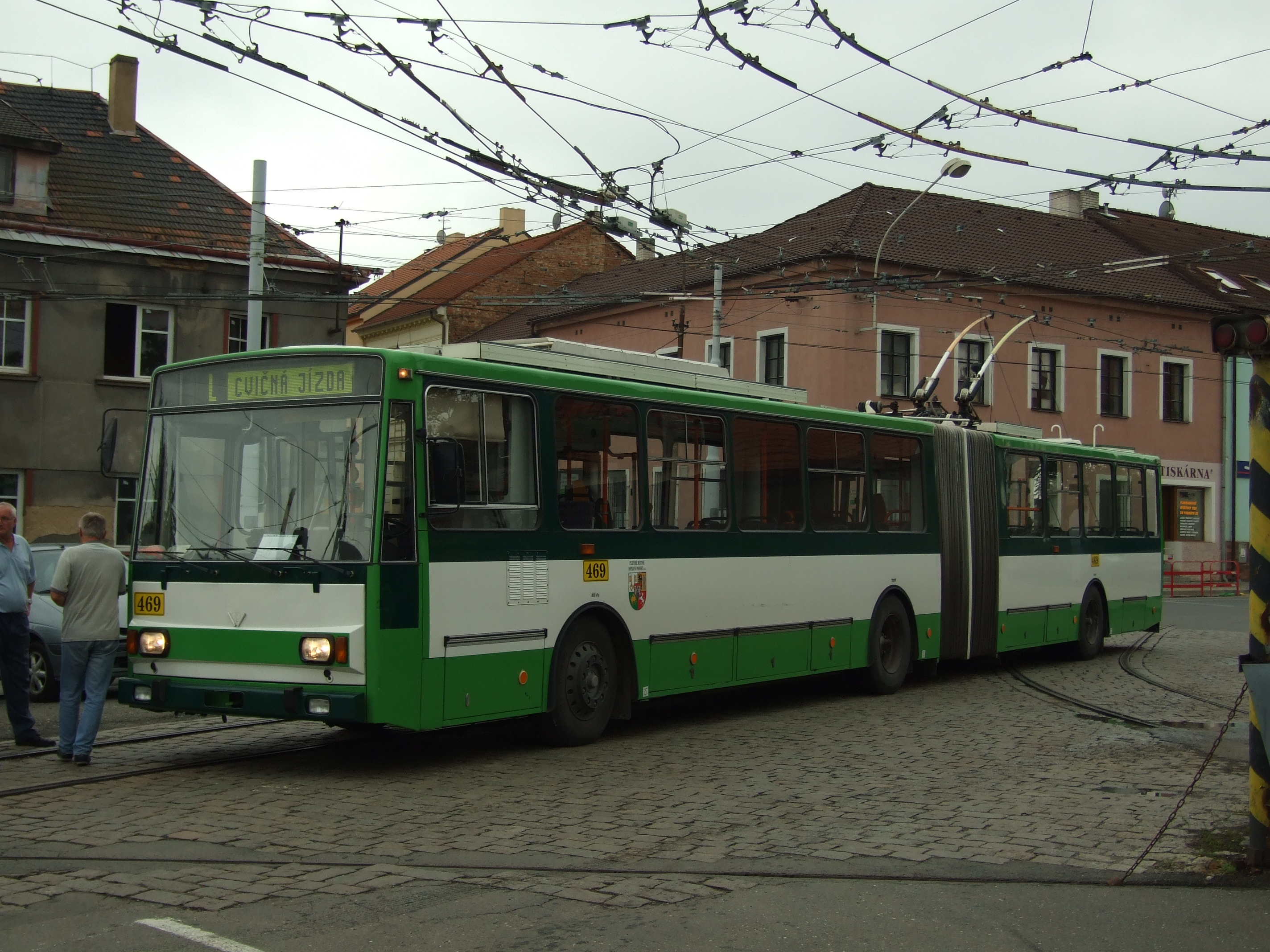
Škoda 15Tr у Плзені

Внутрішня обшивка: стіни облицьовані пластиком, що піддається миттю, підлога має антиковзне покриття. На підлозі є кришки люків, через які можна легко дістатися до основних агрегатів, розташованих у шасі.
Двері: чотири двостулкові, керовані пневматично за допомогою електроклапанів.
Формула дверей: 1+2+2+2 або 2+2+2+2.
Вікна: лобове скло складається з двох частин, оснащене обладнанням для розморожування гарячим повітрям та обладнане склоочисниками. Заднє скло рівне, складається з двох частин. Бічні вікна: 10 цільних стекол та 7 з висувними віконцями у верхній третині вікна. Вікно біля водія розділене в нижній його частині. Всі стекла вставлені в гумові профілі.
Освітлення: салон тролейбуса освітлюється стельовими люмінесцентними лампами, аварійне освітлення здійснюється лампами розжарення.
Сидіння пасажирів: зручні, обтягнуті матеріалом, який легко миється. Кількість сидінь і їх розміщення регулюється за бажанням замовника.
Вентиляція: вентиляційна система складається з трьох стельових електровентиляторів, відкривного люка, бічних висувних вікон, опалювальної системи (при вимкнених нагрівальних елементах).
Опалення: здійснюється нагріванням калориферів, сумарна потужність яких становить 24 кВт.

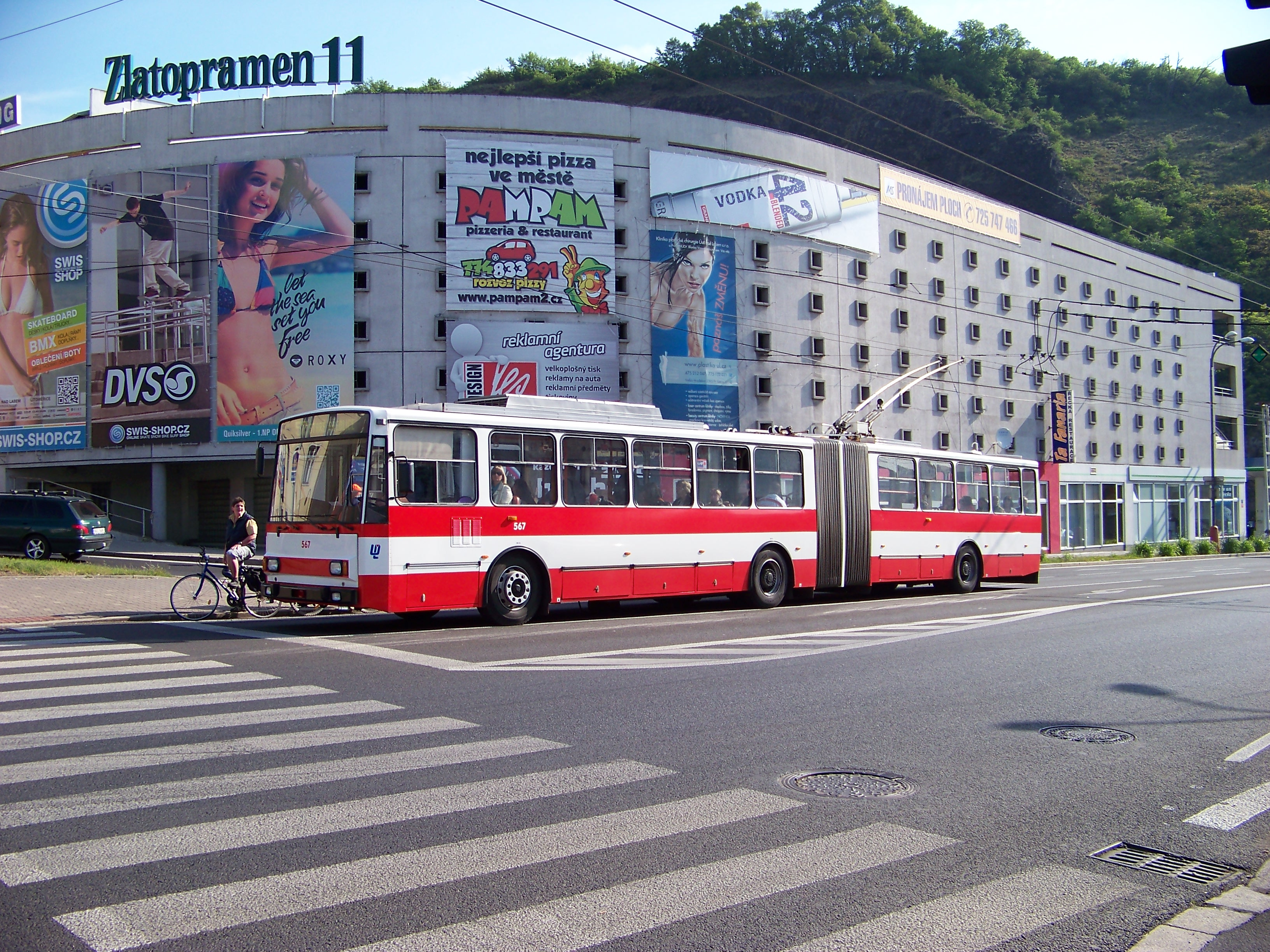
Škoda 15Tr в Усті-над-Лабем

Вага:
- Споряджена маса — 15 900 кг
- Загальна вага — 26 080 кг

Пасажиромісткість:
- Кількість сидячих місць — 44 (В тому числі для інвалідів — 6)
- Кількість стоячих місць — 106
- Номінальна місткість — 150
- Максимальна місткість стоячих місць — 132
- Максимальна загальна місткість — 176

Ходові характеристики:
- Максимальна швидкість — 65 км/г
- Максимальне розрахункове прискорення при розгоні тролейбуса  — 2,5 м/сек.

## Škoda 15Tr в Україні

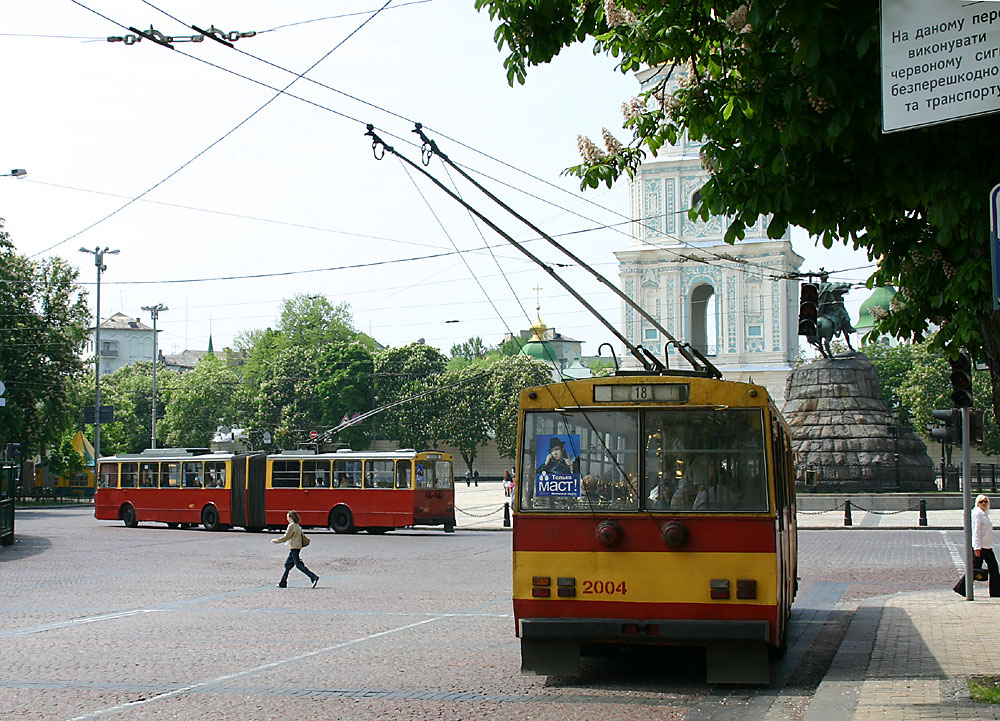
Škoda 15Tr у Києві (на задньому плані)

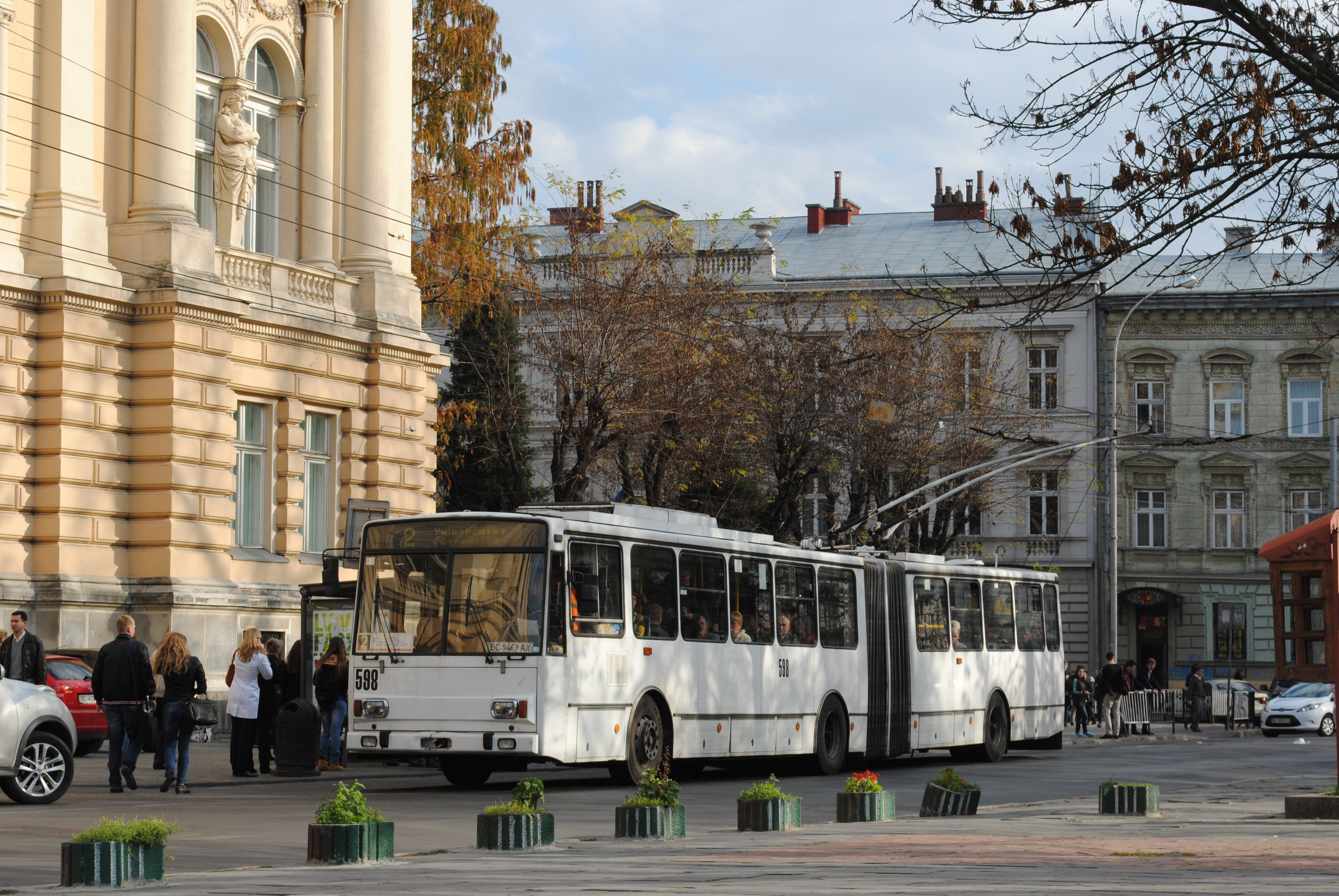
Škoda 15Tr у Львові

У 1987 році до Києва надійшов перший тролейбус Škoda 15Tr з серійної партії для випробувань. Він мав бортовий № 03 та був взятий на баланс у тролейбусне депо № 2, звідки впродовж листопада-грудня 1987 року здійснював пробні рейси на різних маршрутах. Škoda 15Tr мала ряд переваг порівняно з тролейбусами DAC E217, що функціонували в Києві з 1986 року. Суб'єктивно Škoda 15Tr вирізнялася повністю уніфікованим зі Škoda 14Tr обладнанням, а об'єктивно — наявністю двох ведучих мостів, кожний з яких мав 100-кіловатний двигун, що стало в пригоді на місцевостях зі складним рельєфом.
У серпні 1990 року до Києва прибула перша партія тролейбусів Škoda 15Tr та була направлена у депо № 4. Після його розформування машини було передано у тролейбусне депо № 2. Впродовж 1994-1995 років до Києва прибула наступна партія Škoda 15Tr та передано до тролейбусного депо № 2.
У серпні 2012 року КП «Тернопільелектротранс» придбав вживані 5 тролейбусів Škoda 15Tr із Чехії. Станом на липень 2022 року надійшла 31 одиниця Škoda 15Tr (одна з них повністю згоріла у січні 2019 року). Станом на липень 2024 року на балансі КП «Тернопільелектротранс» перебуває 26 тролейбусів цієї моделі, в постійній експлуатації — 21.
Починаючи з 2012 року Львів придбав 6 одиниць Škoda 15Tr, але всі відсторонені від експлуатації через постачання 50 нових тролейбусів Електрон Т19, а один з них повністю згорів.
Наприкінці 2014 року до Житомира надійшли 4 уживані Škoda 15Tr з Чехії, а всього надійшло 8 одиниць Škoda 15Tr, що і досі працюють.
У 2015 році Івано-Франківськ придбав 1 одиницю Škoda 15Tr, що працює і понині.
24 листопада 2016 року до Чернівців надійшли перші 4 одиниці Škoda 15Tr з Братислави, 17 грудня почав курсувати перший з чотирьох на маршруті № 3, а 24 грудня прибули ще 2 одиниці Škoda 15Tr з Острави. Працюють вони на маршрутах № 2, 3 і 5. Станом на січень 2019 року у місті працює 11 тролейбусів Škoda 15Tr.
5 жовтня 2017 року до Харкова надійшли 5 вживаних тролейбусів Skoda 15Tr з Чехії. Всі 5 одиниць надійшли в депо № 2, але потім 3 одиниці були передані в депо № 3.

## Галерея

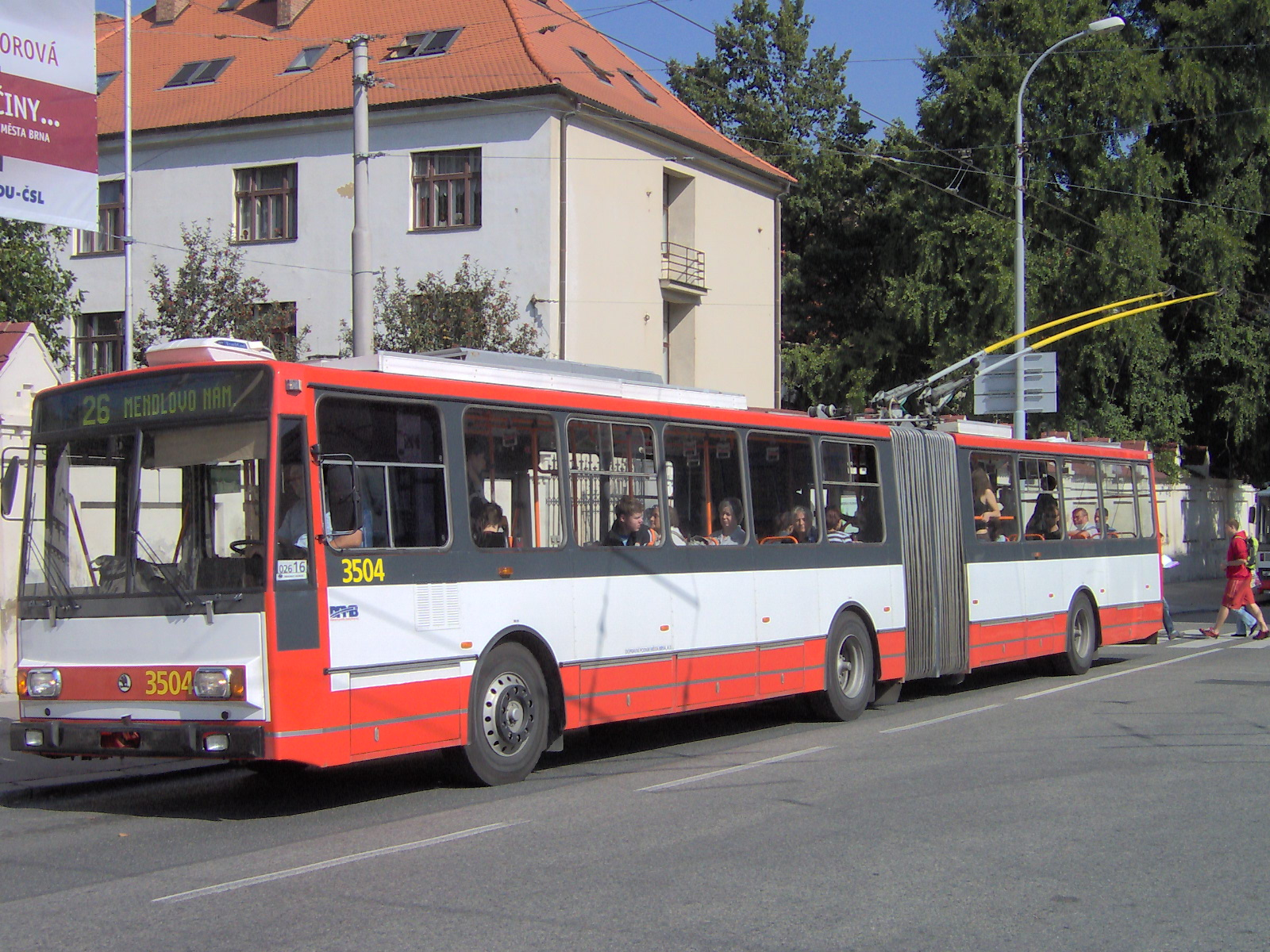
Škoda 15TrR у Брно
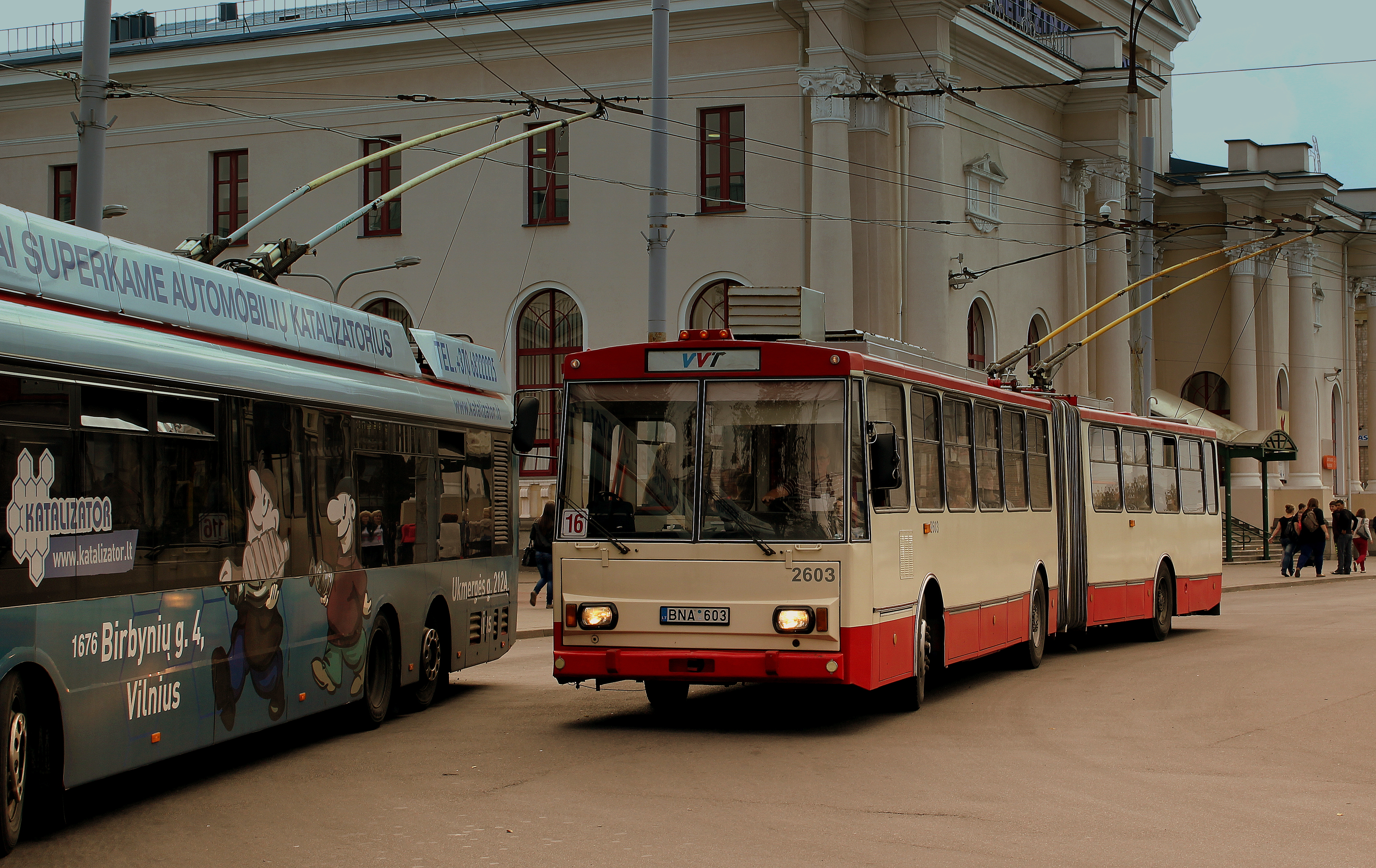
Škoda 15TrM у Вільнюсі
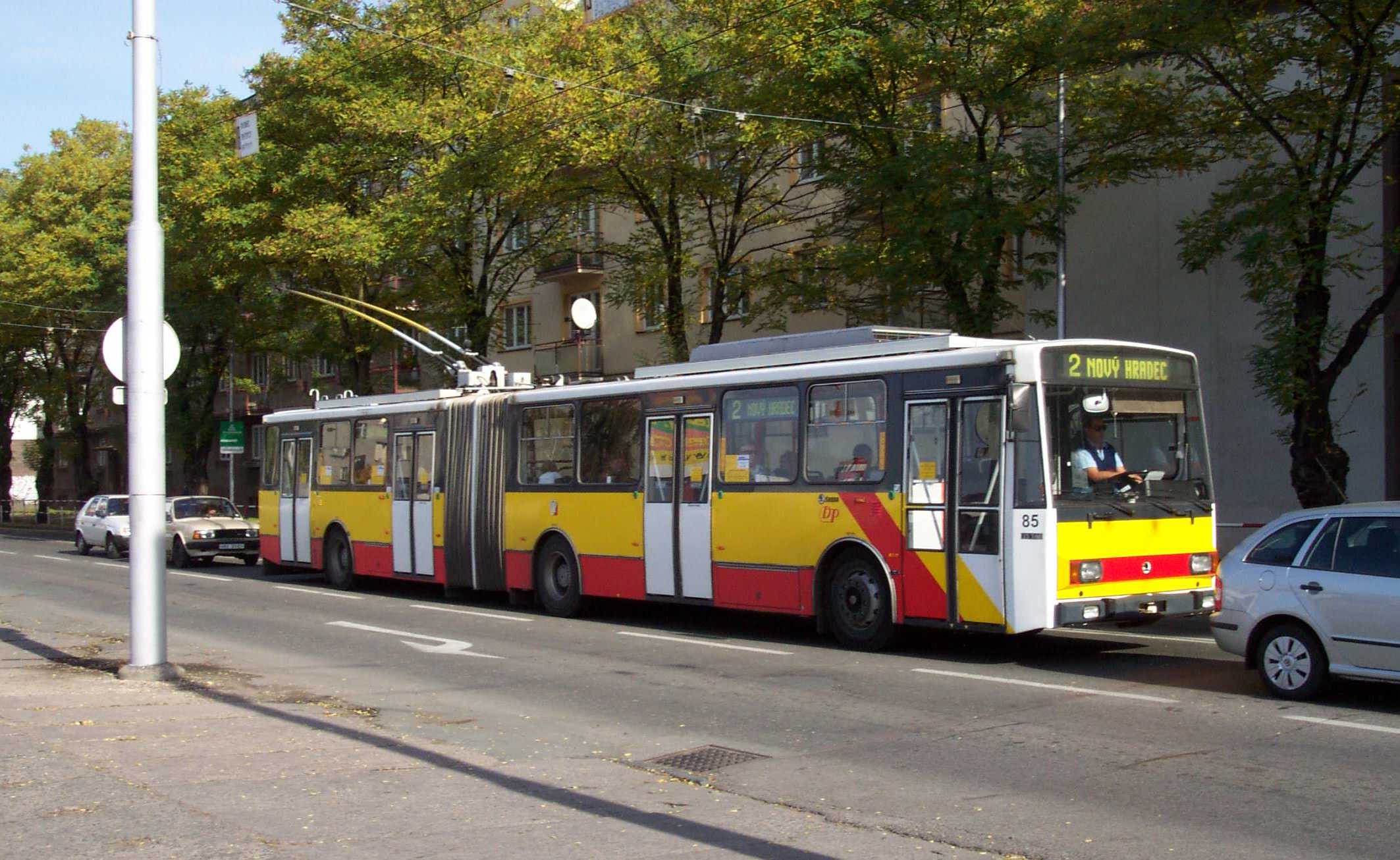
Škoda 15TrM у Градець-Кралове
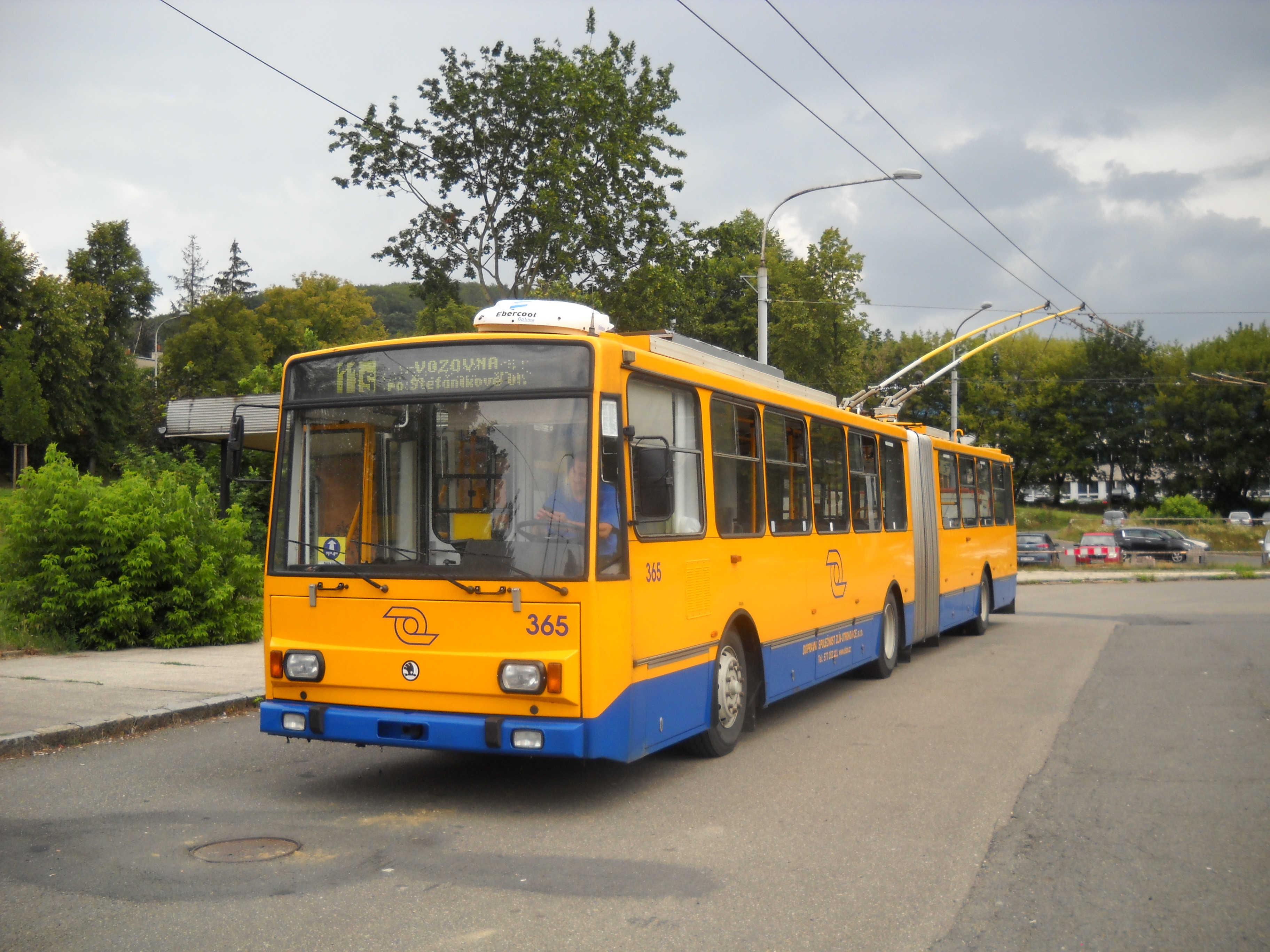
Škoda 15TrM у Зліні
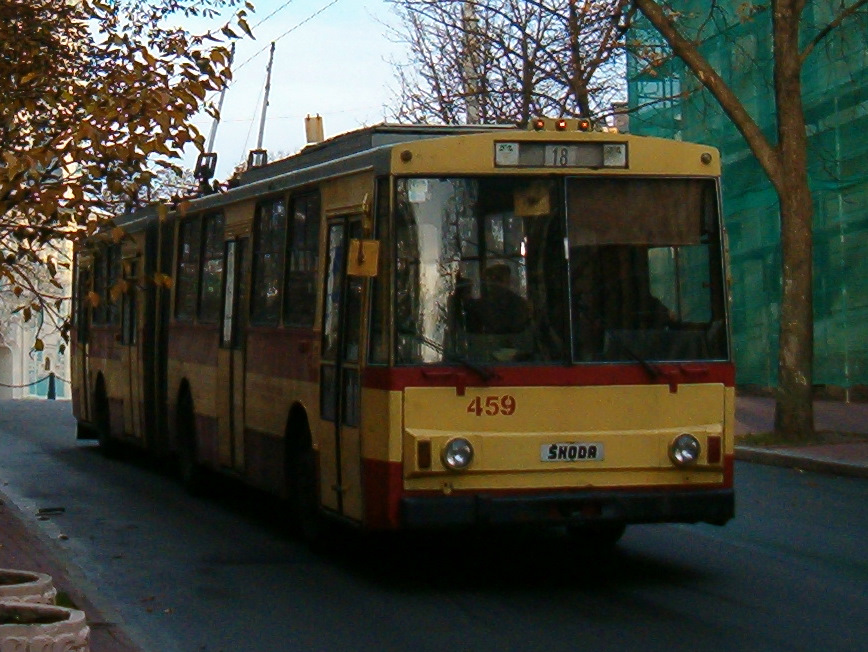
Škoda 15Tr у Києві
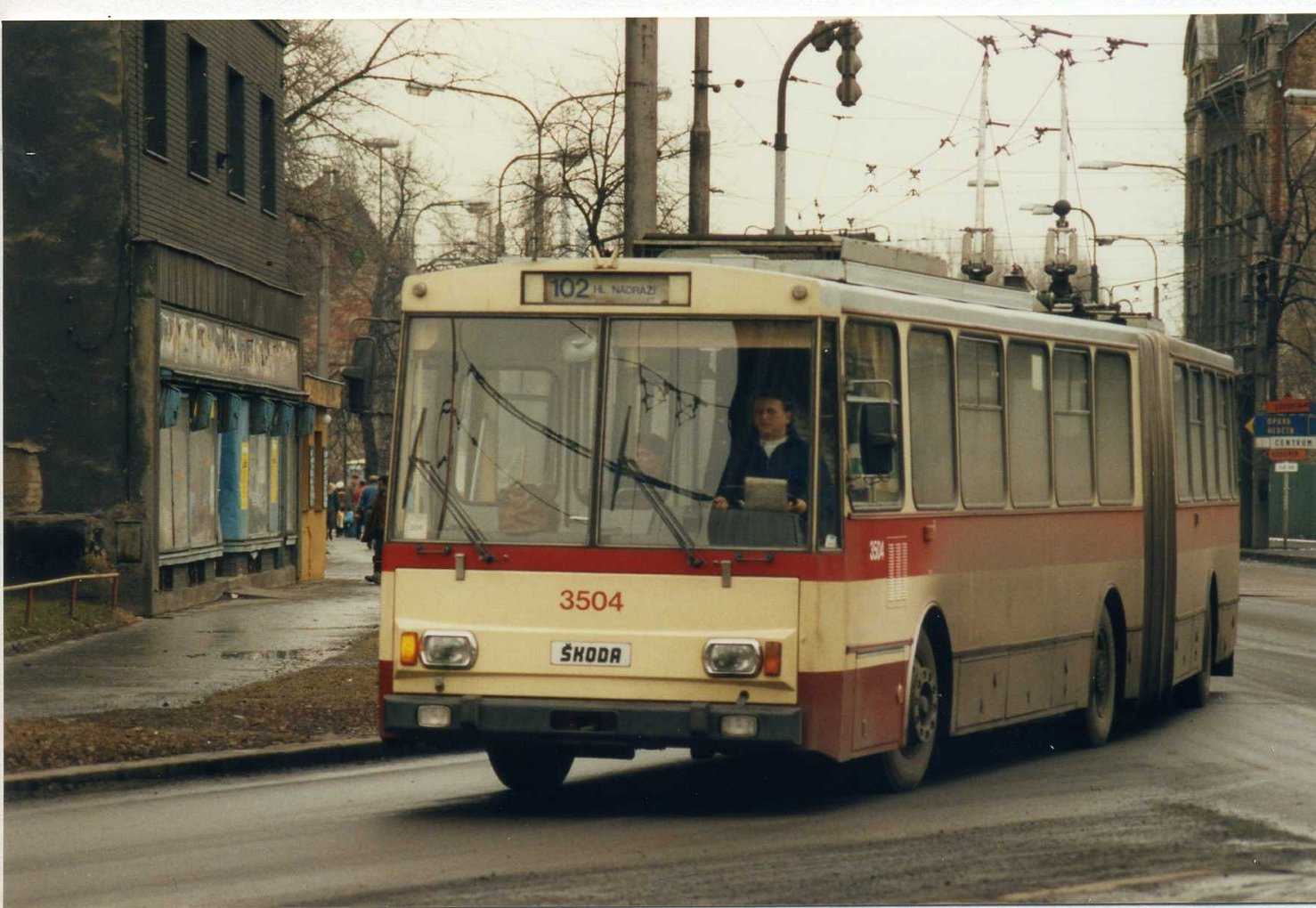
Škoda 15Tr у Остраві
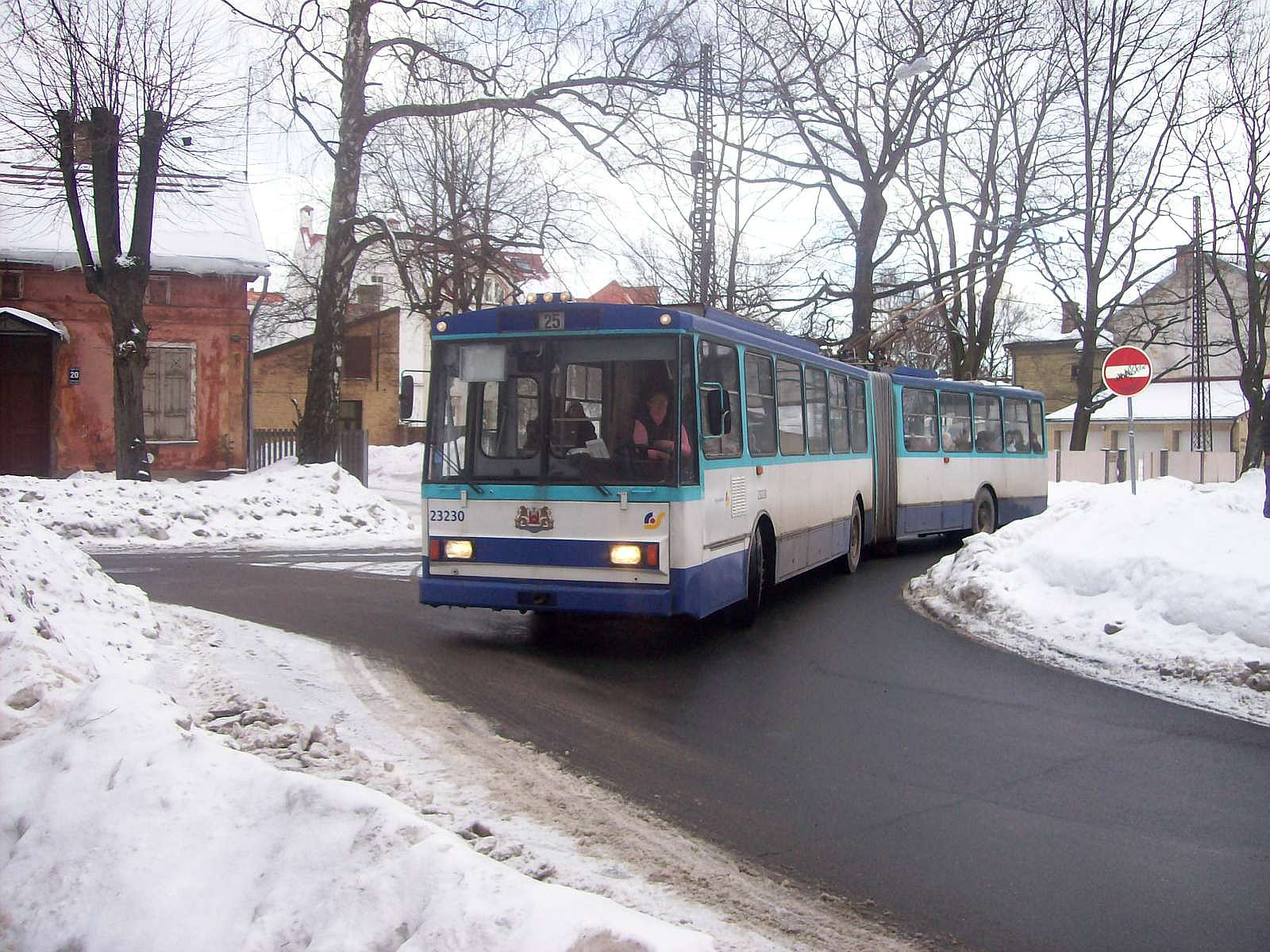
Škoda 15Tr у Ризі
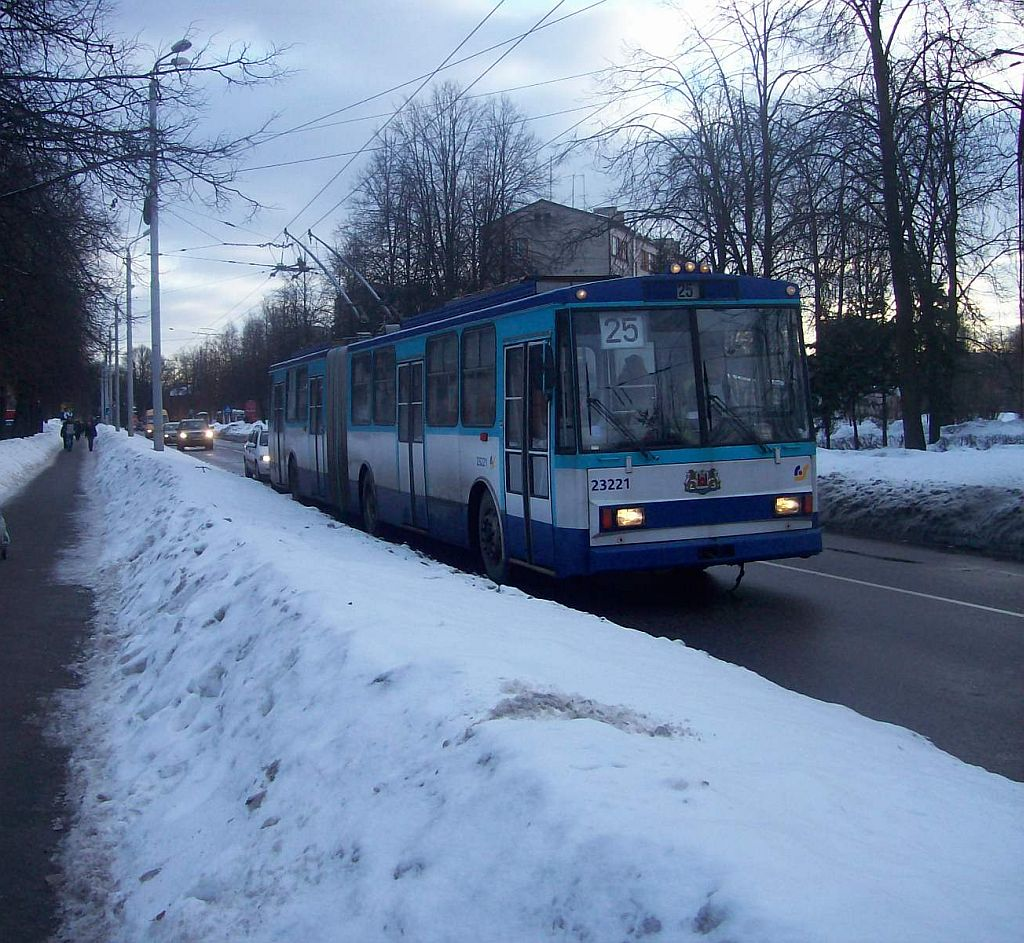
Škoda 15Tr у Ризі
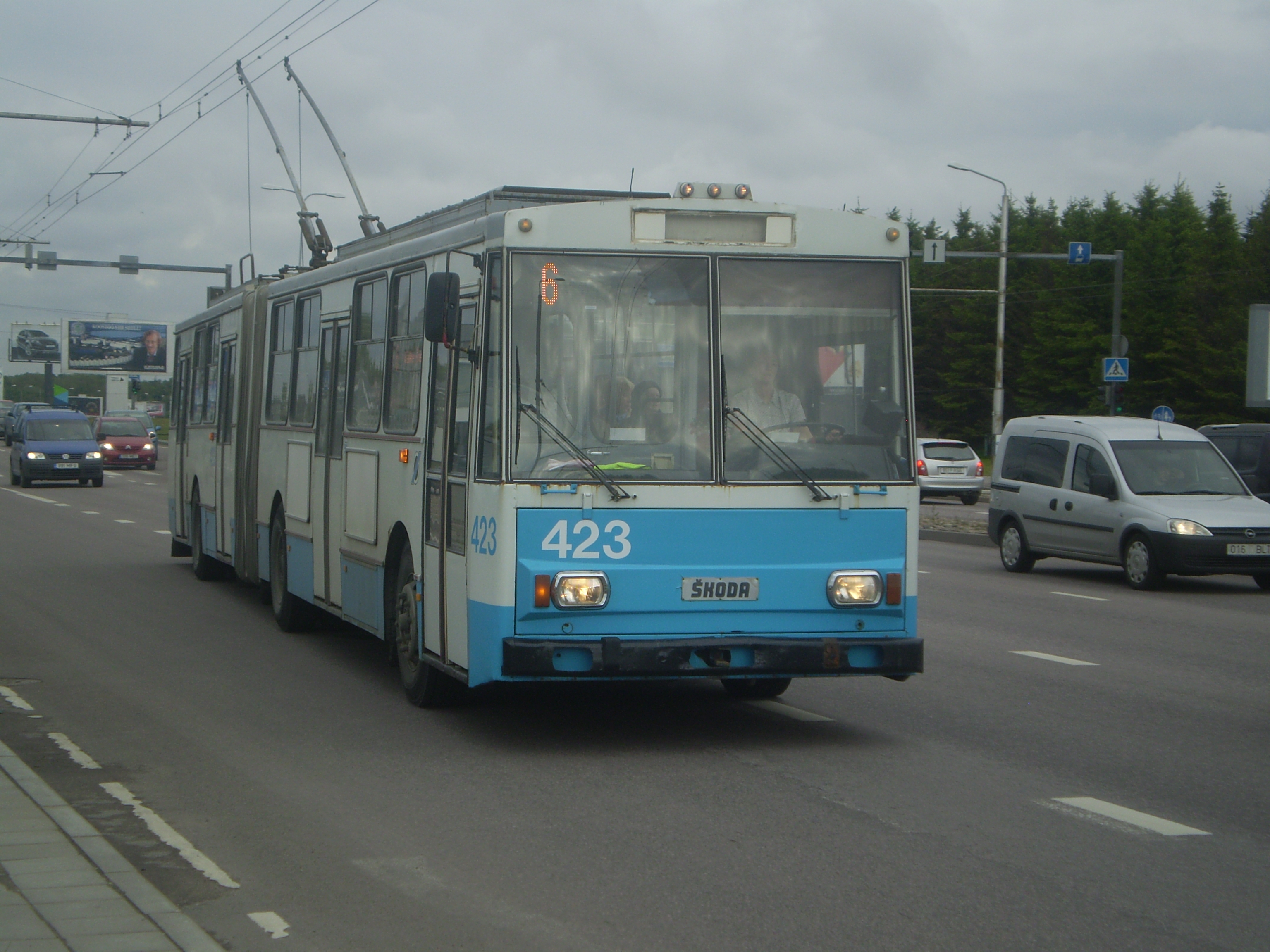
Škoda 15Tr у Таллінні
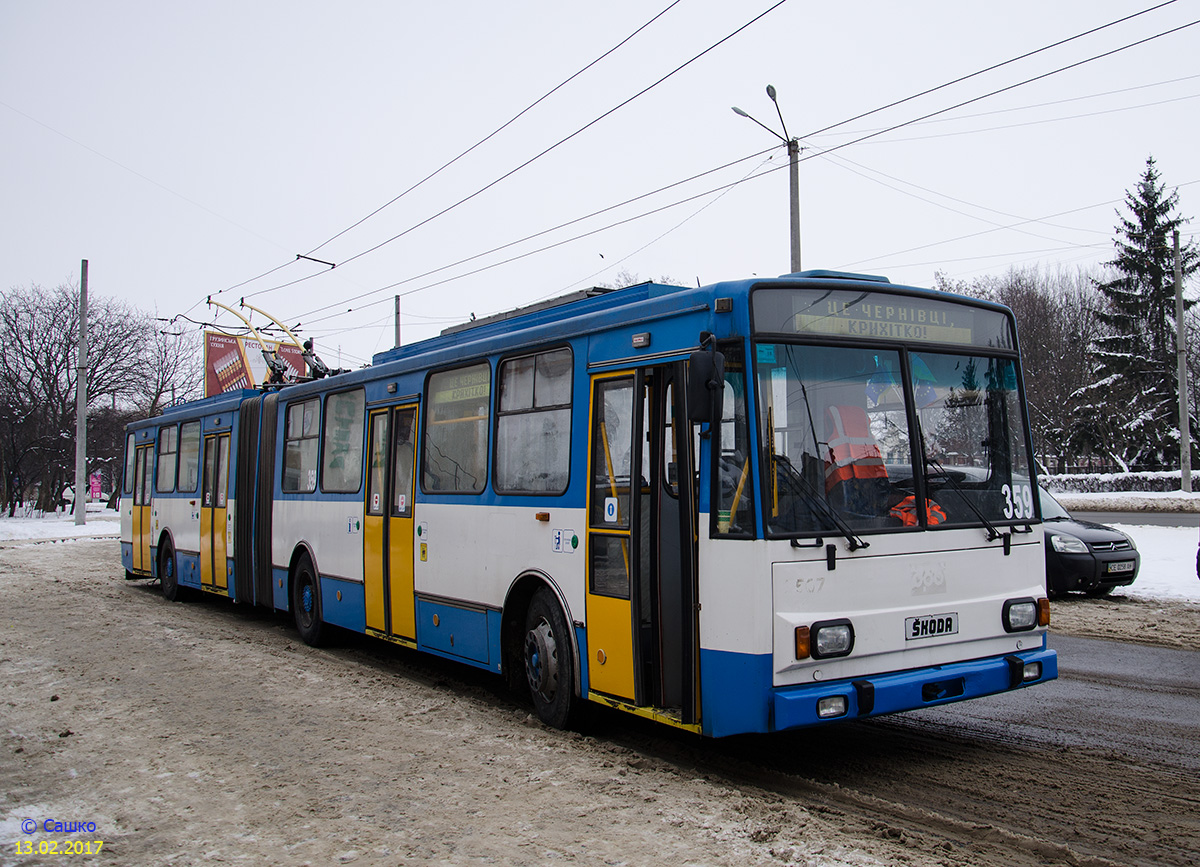
Škoda 15Tr у Чернівцях